# Dale Williams (Schiedsrichter)
Dale Williams (* 1940; † 18. September 2022) war ein US-amerikanischer Schiedsrichter im American Football, der von der Saison 1980 bis 2003 in der NFL tätig war. Den überwiegenden Teil seiner Karriere trug er die Uniform mit der Nummer 8. 

## Karriere
Williams war während seiner gesamten NFL-Laufbahn als Head Linesman tätig.
Er war bei insgesamt drei Super Bowls im Einsatz: Beim Super Bowl XX im Jahr 1988 war er in der Crew unter der Leitung von Hauptschiedsrichter Red Cashion. Beim Super Bowl XXVI im Jahr 1992 unter der Leitung von Hauptschiedsrichter Jerry Markbreit und im Super Bowl XXXVII im Jahr 2003 unter der Leitung von Hauptschiedsrichter Bill Carollo. Zudem war er im Pro Bowl 1998 aktiv.